# Etalon T12110
Die Oberleitungsbusse (Obusse) der Bauart Etalon T12110 (ukrainisch Еталон Т12110; auch als ČAZ T12100/ЧАЗ Т12110 sowie mit dem Beinamen „Barwinok“ (Барвінок, deutsch „Immergrün“) bezeichnet) werden seit 2012 im Tschernihiwskyj awtosawod (ČAZ) in Tschernihiw (Ukraine) gebaut.
2010 schlossen ČAZ, der seine Produkte unter dem Markennamen „Etalon“ anbietet, und Belkommunmasch (Minsk, Belarus) eine Vereinbarung zur Lizenzfertigung von Obussen des Belkommunmasch-Typs BKM-321 bei ČAZ. Der erste Obus aus dieser Kooperation wurde am 12. April 2011 vorgestellt. Er wurde nach Erprobung und Zulassung unter der Nummer 482 beim Tschernihiwske trolejbusne uprawlinnja, dem Betreiber der Oberleitungsbusse in Tschernihiw in Dienst gestellt. In der weiteren Umsetzung der Kooperation gab es aber Schwierigkeiten, so konnte für zwei weitere BKM-321 kein Käufer gefunden werden. Die Preise für die von Belkommunmasch zugelieferten Teile waren zu hoch für einen konkurrenzfähigen Preis des Obusses, so dass ČAZ im Dezember 2012 die Aufkündigung der Kooperation mit Belkommunmasch bekanntgab.
Gleichzeitig stellte ČAZ den Prototyp eines eigenen Obustyps vor. Als Karosserie wurde der hauseigene Omnibustyp Etalon 11110 gewählt, der neue Obustyp erhielt die Bezeichnung „Etalon T12110“. Belkommunmasch kündigte im Januar 2013 eine Klage beim Internationalen Gerichtshof an, weil ČAZ die Lizenzvereinbarung verletzt habe und weil der Etalon T12110 eine Raubkopie des BKM-321 sei. Weiterhin sei ČAZ bis fünf Jahre nach Beendigung des Vertrags mit Belkommunmasch nicht berechtigt, Obusse herzustellen.
Der Etalon T12110 wurde von April bis August 2013 im Oberleitungsbusnetz von Tschernihiw erprobt und wurde dann zunächst abgestellt. Nach Zulassung des Typs wurde der Prototyp zusammen mit einem neu gebauten weiteren Exemplar im September 2014 beim Obusbetrieb in Tschernihiw in Dienst gestellt. Der Prototyp erhielt die Nummer 485, der Nachfolger die Nummer 486.
2016 wurden beide T12110 mit Batterien ausgerüstet, die den oberleitungsunabhängigen Betrieb bis zu einem Kilometer ermöglichen. 2016 wurden zehn weitere T12110 gebaut und ebenfalls in Tschernihiw in Dienst gestellt. Sie erhielten die anschließenden Nummern 487 bis 496. 2017 kamen weitere fünf T12110 mit den Nummern 497 bis 501 hinzu.
2018 begann die Beschaffung von T12110 in anderen ukrainischen Städten, zwei wurden nach Slowjansk geliefert und vier nach Sumy.

## Bilder

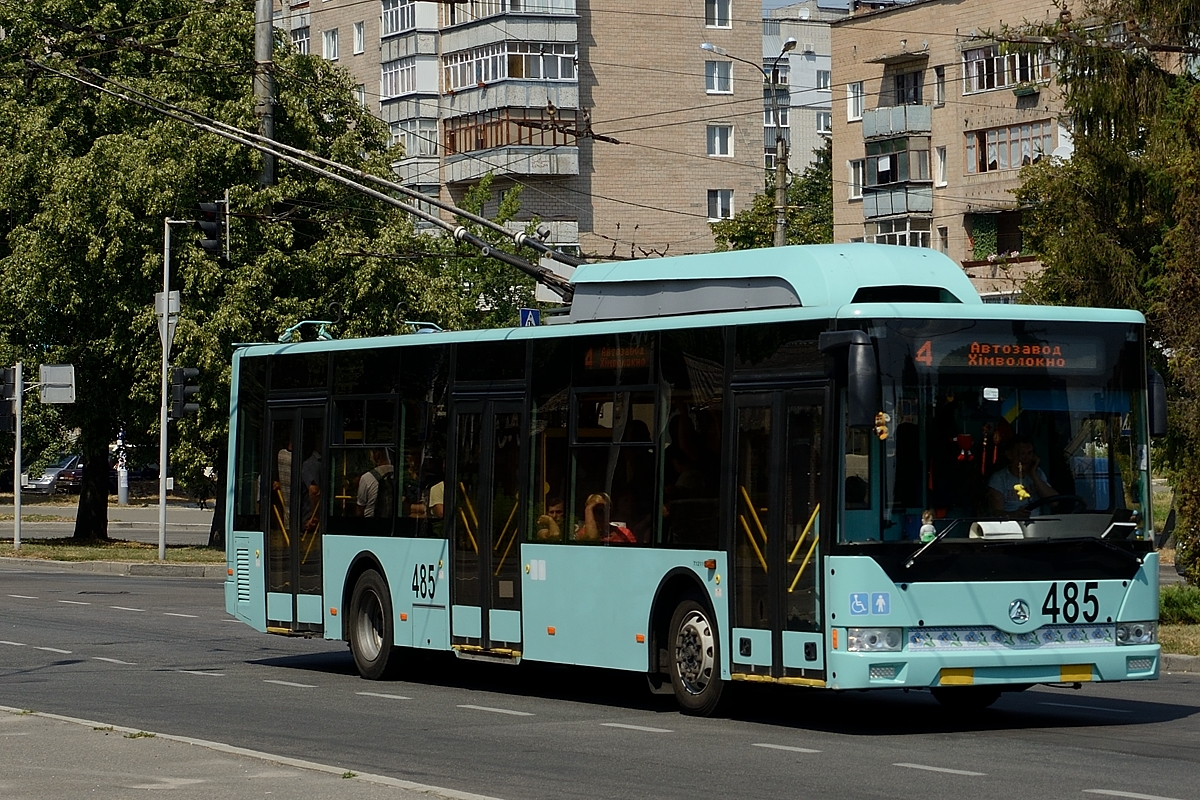
Der Prototyp 485 in Tschernihiw (2016)

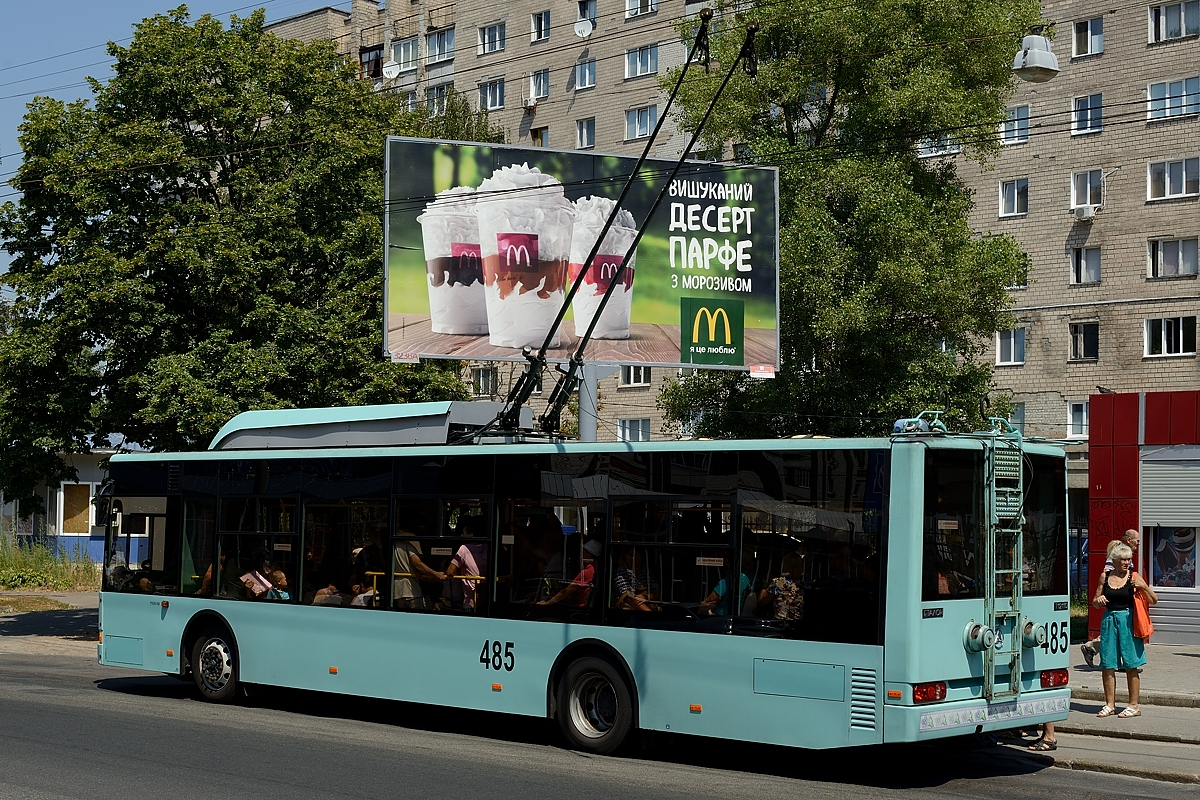
Heckansicht des Etalon T12110 485 (2016)